# Huang Hsiao-wen
Huang Hsiao-wen (Toledo, 31 de agosto de 1997) é uma boxeadora taiwanesa, medalhista olímpica.

## Carreira
Hsiao-wen conquistou a medalha de bronze nos Jogos Olímpicos de Verão de 2020 em Tóquio como representante do Taipé Chinês, após confronto na semifinal contra a turca Buse Naz Çakıroğlu na categoria peso mosca. Ela também ganhou uma medalha no Campeonato Mundial Feminino de Boxe da AIBA 2019.